# Rede Ex Aequo
A rede ex aequo é uma associação portuguesa de jovens lésbicas, gays, bissexuais, trans, intersexo e apoiantes com idades compreendidas entre os 16 e os 30 anos e atuando tanto em Portugal Continental como nas Regiões Autónomas da Madeira e dos Açores. 
A rede ex aequo está inscrita no Registo Nacional do Associativismo Jovem e é uma organização membro do Conselho Nacional de Juventude, da IGLYO – International Gay, Lesbian, Bisexual, Transgender and Queer Youth and Student Organization e da EPOA – European Pride Organisers Association.
Foi criada com o objectivo de apoiar a juventude LGBTI e de educar mentalidades contra a discriminação e o preconceito em função da orientação sexual, identidade de género, expressão de género e características sexuais.

## História
A rede ex aequo surgiu através do Projecto Descentrar da Associação ILGA Portugal, projecto apoiado pelo Instituto Português da Juventude, que trabalhou para criar grupos de jovens LGBT pelas principais cidades de Portugal, tendo iniciado as suas actividades informalmente desde Janeiro de 2002. Foi constituída como associação de jovens a 5 de Abril de 2003 e legalizada a 15 de Setembro do mesmo ano. Os seus estatutos mais recentes foram publicados na Série III do Diário da República a 25 de Maio de 2004.
A associação tem núcleos de jovens locais de apoio para jovens lésbicas, gays, bissexuais, trans, intersexo e apoiantes a funcionar em Lisboa, Coimbra, Porto, São Miguel, Braga, Esposende, Covilhã, bem como dois núcleos a nível nacional, o núcleo Online e o Núcleo Nacional de Jovens Trans.

## Atuação
A rede ex aequo tem como principais objetivos:
- a educação da juventude para as questões de orientação sexual, identidade e expressão de género, características sexuais e não-discriminação, através de educação não-formal e entre pares;[14]
- a quebra do isolamento sentido pela juventude lésbica, gay, bissexual, trans e intersexo, através de eventos e iniciativas que promovam a criação e manutenção de redes de apoio informais.

Tem como manifestação online um fórum de discussão com mais de 11000 membros e um website com informação dirigida a jovens e pais.

## Projetos
Entre os seus projectos desenvolvidos destacam-se:

### Projecto Educação LGBTI
O Projeto Educação LGBTI surgiu em 2005 com o objetivo de intervir na sociedade para combater a falta de conhecimento sobre os temas de orientação sexual, identidade e expressão de género, e características sexuais. No âmbito do projeto são feitas sessões de debate em escolas e universidades, entre outros contextos, chegando anualmente a cerca de 5.000 jovens. O Projeto Educação LGBTI atua ao longo de todo o país.
Estas sessões baseiam-se nos princípios da educação não-formal, interativa e informativa e entre pares com o fim de cativar a atenção dos jovens e de permitir que se sintam mais à vontade para discutir verdadeiramente o assunto. Adicionalmente, têm um formato adaptável ao público em questão, abordando temas de acordo com a necessidade e o nível de conhecimento do público, variando também a profundidade da discussão e a abordagem em si. Desta forma, são fornecidos conhecimentos base a partir dos quais os jovens são incentivados a criar as suas próprias opiniões informadas sobre o tema.

### Núcleos LGBTI Locais
Desde a criação da rede ex aequo, esta veio a dinamizar núcleos de jovens LGBTI em 19 locais de norte a sul do país, incluindo ilhas. Atualmente existem 7 núcleos ativos, situados em Lisboa, Coimbra, Porto, São Miguel, Braga, Esposende, Covilhã. Para além destes, existem dois núcleos que atuam a nível nacional: o Núcleo Online e o Núcleo Nacional de Jovens Trans. 
Os Núcleos LGBTI são grupos de jovens LGBTI e apoiantes que, na sua localidade, organizam eventos tal como tertúlias, reuniões temáticas e atividades lúdicas como passeios, piqueniques e convívios direcionados para a juventude LGBTI. Deste modo, pretendem quebrar o isolamento da juventude LGBTI, promover a criação de redes de apoio e criar um espaço aberto onde possam discutir sobre assuntos que normalmente lhes estão vedados devido à sociedade homo/bi/transfóbica em que vivemos.

### Núcleo Nacional de Jovens Trans, Não-Bináries e em Questionamento Identitário
São organizadas atividades online para jovens trans, não-bináries e em questionamento identitário de Portugal inteiro de modo a criar um espaço de partilha, convívio e debate sobre temas relevantes à juventude trans. Tem como principal objetivo a quebra do isolamento de jovens trans e a disponibilização de informação sobre saúde e o mundo legal.

### Acampamento de Verão LGBTI
Um acampamento anual com a duração de uma semana cheia de atividades, convívio, tertúlias, workshops e diversão que constitui um momento de descontração e de partilha entre jovens lésbicas, gays, bissexuais, trans, intersexo e em questionamento. Este conta com pessoas convidadas que vêm moderar conversas sobre diversos assuntos. O Acampamento conta já com 17 edições realizadas.

### Encontro Nacional de Jovens Trans, Não-Bináries e em Questionamento Identitário[26]
Tem como principal objetivo ir de encontro às necessidades específicas da juventude trans, oferecendo um espaço em que possam explorar as suas identidades, criar redes de apoio e aprender ferramentas para melhor navegarem o mundo médico e legal. Este proporciona à juventude trans ao longo de Portugal a oportunidade de participação independentemente das suas capacidades financeiras e localização geográfica, sendo os custos cobertos ou reembolsados de modo a não deixar estas barreiras impedirem o acesso ao projeto. O Encontro conta já com 6 edições.

### Encontros Locais de Jovens Trans, Não-Bináries e em Questionamento Identitário
Semelhantes ao Encontro Nacional, mas decorrem em várias localidades do país. Os Encontros Locais contam já com 2 edições.

### Escolas ex aequo
Formações de voluntariado aprovadas pela Comissão para a Cidadania e a Igualdade de Género para os projetos da associação, nomeadamente para as pessoas oradoras do Projeto Educação LGBTI e coordenadoras dos Núcleos LGBTI. Nestes eventos, a rede ex aequo capacita as pessoas participantes para integrarem estas iniciativas e educa-las sobre questões de orientação sexual, identidade e expressão de género e características sexuais.

### Fórum
Um dos projetos primordiais da rede ex aequo. Consiste num fórum online onde desde 2002, jovens LGBTI ou em questionamento encontram um espaço para discutirem variados tópicos. Este permite a quebra do isolamento de jovens sem limitações geográficas e o acesso a informação sobre questões LGBTI, relacionamentos, saúde, entre outros. 

### Outros
- Brochura Sermos Nós Própri@s: para jovens lésbicas, gays, bissexuais, trans, intersexo ou com dúvidas, publicada pela primeira vez em 2005. Esta brochura inclui adicionalmente um capítulo exclusivamente dedicado aos pais e familiares.[31]
- Campanha Digital Contra o Preconceito: iniciada em 2003 com banners e postais virtuais que contêm frases que pretendem levar o cibernauta não só a pensar sobre as mesmas e a reflectir sobre o preconceito[32] existente para com as pessoas LGBT.[33]
- Ciclos de Cinema LGBTI: organizados desde 2004 com o objectivo sensibilizar os jovens e adultos portugueses para questões relacionadas com a homossexualidade, bissexualidade e questões trans, especialmente no que diz respeito à fase do "assumir-se para si próprio".[34]
- Observatório de Educação LGBT: projecto que fornece um formulário online para reportar todas as situações de discriminação[35], de qualquer cariz, respeitantes ao tema da orientação sexual e identidade de género que tenham ocorrido em estabelecimentos escolares em Portugal. Foram já publicados dois relatórios[36] desde 2006.[37]
- prémios ex aequo: evento que homenageou anualmente de 2005 a 2015 as figuras da comunicação social, artes e espectáculo, que através do seu trabalho dão visibilidade de modo correcto e positivo a questões LGBT.[38][39][40][41]
- Projecto Inclusão: Entre outros objectivos, o Projecto Inclusão prevê uma campanha de cartazes contra o bullying homofóbico a arrancar neste ano lectivo nas escolas do 3º Ciclo do Ensino Básico, Ensino Secundário e Ensino Universitário em Portugal. À semelhança da campanha de cartazes contra o bullying homofóbico, será também lançada uma campanha de sensibilização através da PostalFree, com 100 mil postais distribuídos pelos circuitos de ensino, cinema e lazer. O Projecto Inclusão prevê ainda o planeamento e realização de formações para profissionais que trabalhem com jovens. As formações vão realizar-se em 6 distritos diferentes, pretendendo chegar-se a todo o território nacional. Em cada formação, será abordado o tema do Bullying Homofóbico na Escola, bem como a realidade da juventude LGBTI.[42]
- Guia sobre Saúde e Leis Trans em Portugal: recurso publicado em 2021 sobre legislação e questões clínicas da população trans.[43]
- Tenho Voto na Matéria: Guia realizado Comité Português para a UNICEF com o apoio da rede ex aequo para a realização de sessões de discussão com crianças e jovens.[44]

## Intervenção cívica e política
Como parte do trabalho da rede ex aequo pela não-discriminação de pessoas LGBTI com foco nas especificidades da juventude, esta intervém com outros parceiros e junto de entidades governamentais. A rede ex aequo organiza também vários eventos de cariz ativista e centrados na reivindicação de direitos, entre estes, co-organiza várias marchas de orgulho LGBTI em Portugal, nomeadamente em Lisboa, Porto, Aveiro, Coimbra e Madeira. Adicionalmente organiza um Dia de Abraços Contra a Discriminação em várias regiões de Portugal durante o dia 17 de maio — Dia Internacional contra a Homo-bi-trans-interfobia.